# 張世東
张世东（韩语：／，1936年9月27日—），韓国陸軍將領、政治人物、情報機構首長，本貫仁同张氏（仁东張氏），号南村（남촌）。

## 簡歷
全罗南道高兴郡出生，1960年韓國陸軍官校16期畢業，1967年进入戍衛汉城的首都警备司令部（今首都防衛司令部），任第30警备營作戰官，後參加越南戰爭。1977年任首都警备司令部第30警备团長，并于1979年积极参加双十二政变，1980年任陸軍特戰司令部参谋并参加光州镇压，后任第3空降旅旅長。全斗煥當政後，於1981年任总统警护室室長（至1985年），1984年以陸軍中将军衔退役，1985年任国家安全企划部（今國家情報院）部長（至1987年），2002年作为無黨籍候选人参加第16届总统选举，但败北。
张世东是全斗焕最忠实的手下将领，第五共和国的核心成员，被认为是全斗焕的继任者，1987年5月发生“朴鍾哲拷問致死事件”，韩国爆发大规模反政府浪潮，全斗焕被迫解除张世东国家安全企划部部長职务，6月10日民主正义党确定卢泰愚为总统候选人。韓國當地遂將成語「死諸葛走生仲達」喻為「死鍾哲走生世東」（죽은 종철이 산 세동을 쫓아냈다），形容朴鍾哲死亡案導致張世東捲鋪蓋走人的事件。
1989年6月27日，张世东因总统警护室长及国家安全企划部部長任期内滥用职权，被首爾地方法院判处四年徒刑。
1996年张世东被指控涉入雙十二政變、參與光州事件的鎮壓，1997年4月韩国最高法院确认判处张世东三年以下有期徒刑，后被赦免，2002年参加第16届总统选举，但后来退出。

## 相關影視作品
- 第五共和国，2005年韩国电视剧
- 1987：黎明到來的那一天，2017年韓國電影